# Paralibrotus setosus
Paralibrotus setosus är en kräftdjursart som beskrevs av Knud Hensch Stephensen 1923. Paralibrotus setosus ingår i släktet Paralibrotus och familjen Lysianassidae. Inga underarter finns listade i Catalogue of Life.